# Batman di Zur-En-Arrh
Batman di Zur-En-Arrh è un personaggio dei fumetti DC Comics. Comparve per la prima volta nella storia Batman - Il Superman del Pianeta-X di France Herron, pubblicata in Batman n. 113 (agosto 1958). In questa storia, il personaggio era un alieno di nome Tlano dal pianeta Zur-En-Arrh.
Nel 2008, lo scrittore Grant Morrison ne resuscitò il concetto, questa volta come una personalità di sfondo di Bruce Wayne. Questo personaggio fu lasciato nel subconscio di Bruce negli eventi che traumatizzarono la sua mente nell'infanzia. Ricomparve in Batman n. 678, poco dopo l'apparente morte di Bruce. Questa versione era uno psicotico, avendo visto immagini di Bat-Mito (chiamato «Mito») ed altre apparizioni.

## Storia editoriale

### Origini
Zur-En-Arrh fu utilizzato originariamente come nome di un pianeta nella storia Batman - Il Superman del Pianeta-X di France Herron nel 1958, in Batman n. 113. Nella storia, un Batman da Zur-En-Arrh sarebbe venuto sulla Terra per portare il Batman di Terra-1 sul suo pianeta per aiutarlo a sconfiggere dei robot. Mentre si trovava sul pianeta Zur-En-Arrh, il Batman di Terra-1 scoprì di possedere dei poteri simili a quelli di Superman.

### Resurrezione
Quando Grant Morrison dovette occuparsi della serie di Batman nel settembre 2006, cominciò subito a riferirsi ai momenti classici nella carriera dell'eroe, inclusi gli utilizzi del Bat-Mito e il costume e i dialoghi tipici dell'allora Batman cinquantenne di Batman n. 156. Tra i riferimenti vi fu una frase di Zur-En-Arrh, che sembrò quasi comparire su tutto un vicolo e ancora su un cassonetto in Batman n. 665 e che continuò a comparire, solitamente come una scritta da graffiti, finché non cominciò la storia di Batman R.I.P., in cui tutti i nodi vennero al pettine. Il personaggio venne integrato come una personalità delirante prodotta dallo stesso Bruce nel caso che a Batman fosse stato fatto il lavaggio del cervello, o fosse stato portato alla pazzia.
La comparsa della frase per tutta la città di Gotham fu come diffondere una parte di Batman o un piano del Guanto Nero per spingere questo strano personaggio ad uscire allo scoperto.

## Biografia del personaggio

### Silver Age
Una notte, Bruce Wayne si ritrovò in un momento di stupore. Indossò il costume di Batman e partì a bordo del Batplano, inconscio delle sue azioni. Presto scoprì che stava venendo trasportato su un altro pianeta, Zur-En-Arrh. Qui, incontrò uno scienziato di nome Tlano che stava monitorando le sue attività sulla Terra, e che decise di diventare il Batman del suo pianeta. Su questo pianeta, il Batman della Terra possedeva abilità incrementate a causa degli elementi differenti da quelli terrestri. Così, i due Batmen si unirono per sconfiggere dei robot invasori.

### Modern Age
Nel passato, lo psichiatra Simon Hurt fu assunto da Batman per controllare l'andamento di un esperimento isolato. Durante il processo, diede a Bruce Wayne una connessione post-ipnotica con la frase "Zur-En-Arrh". Molti anni dopo, il Dottor Hurt stava lavorando al fianco di Guanto Nero quando decisero di prendere di mira Batman e i suoi alleati, in primo luogo diffondendo la notizia che Thomas Wayne sopravvisse all'incontro con Joe Chill. Poi, utilizzando la spinta di Zur-En-Arrh, in congiunzione con alcune droghe, inviò uno stupito e confuso Bruce Wayne per le strade di Gotham senza alcun ricordo della sua vita. In Batman n. 668, il "Bat-Mito" comparve nell'ultima pagina, commentando, "Uh-Oh" alla delusione crescente dopo che Bruce confezionò un costume simile a quello del Batman di Zur-En-Arrh. Quindi, durante la storia di Batman RIP, comparve per consigliare il Batman di Zur-En-Arrh, rivelando nel corso della storia di essere un rinforzo della personalità creata dopo l'esposizione di Bruce agli effetti del gas del Professor Milo, che intendeva avere il controllo su Bruce quando fosse stato psicologicamente abbattuto, così da rendere Batman inefficace, descrivendo talvolta un Batman senza Bruce Wayne, il cui costume colorato avrebbe espresso una maggiore fiducia e la dimostrazione di una maggiore volontà di tortura e forse di assassinio dei suoi avversari. Batman n. 689 rivelò che Bat-Mito è in effetti una prodotto della mente di Batman, essendo lui razionale per prevenire l'instabile personaggio di Zur-En-Arrh dall'andare troppo oltre, sebbene il Mito commentò di provenire dalla quinta dimensione, dato che tale dimensione è la fantasia.

## Costume
Il costume delle due incarnazioni del Batman di Zur-En-Arrh è grosso modo lo stesso, consistente di colori sgargianti e inconsueti. Nella continuità corrente, Bruce Wayne, impazzito, commentò che nonostante l'ostensione del costume, Robin si vestì in quel modo per anni, implicando che rifletteva sulla confidenza con il Batman di Zur-En-Arrh.

## Competenze, capacità, e risorse
Tlano possedeva molta tecnologia altamente avanzata, grazie alla sua residenza su un pianeta futuristico. La sua versione della Batmobile aveva un motore "potenziato atomicamente", e aveva un Batplano simile ad un razzo.
Il suo dispositivo principale era la "Bat-radia", con cui poteva mischiare le "molecole atmosferiche", il che avrebbe avuto effetti sulle armi dei suoi nemici. Alla fine della storia, Tlano lasciò Bruce con il dispositivo.
Anche l'incarnazione di Bruce Wayne possedeva la "Bat-radia". Questo poteva o non poteva riflettere una continuità tra le due storie, dato che Grant Morrison tentò di fare sì che tutta la storia della pubblicazione di Batman divenisse una sorta di storia di sfondo. Questa versione del dispositivo poteva criptare i sistemi di sicurezza, per esempio sopraffacendo e sconvolgendo tutto il Manicomio di Arkham, così come poteva servire agli alleati di Batman per riuscire a rintracciarlo. Per aggiungere una nota d'umorismo alla storia, il radia fu presentato come una "radio da quattro soldi" invece dell'oggetto visto nella storia immaginaria, e i membri del Guanto Nero si sciolsero quando questi scoprirono il suo vero scopo.

## Altri media

### Televisione
Il Batman di Zur-En-Arrh della Silver Age comparve nella serie televisiva Batman: The Brave and the Bold. Questa versione aveva un'identità segreta simile a quella di Clark Kent, e aveva un maggiordomo robot di nome Alpha-Red. Dopo che Batman atterrò di fortuna sul suo pianeta, incontrò il suo doppio mentre fermava un delinquente. Il Crociato Incappucciato scoprì presto di avere dei poteri simili a quelli di Superman mentre si trovava ospite di quello strano pianeta, a causa di un elemento di nome Rodan. Insieme sconfissero il genio matto Rhotul (anagramma di Luthor), che presto scoprì la debolezza di Batman: il quarzo. Dopo che Rhotul mise Batman all'angolo, il Batman di Zur-En-Arrh arrivò a salvarlo e sconfisse il criminale. Il Batman di Zur-En-Arrh diede sia a Batman che a Freccia Verde, che arrivò più tardi, un antidoto, ed entrambi partirono per tornare a casa. L'intero episodio fu un omaggio al precedente progetto dell'Universo Animato DC così come Superman, con Kevin Conroy nel ruolo di Batman, Clancy Brown nel ruolo di Rhotul e Dana Delany nel ruolo di Vilsi, un misto tra i personaggi di Lois Lane e Vicki Vale.

### Videogiochi
Questa versione del personaggio appare in LEGO Batman 3: Gotham e oltre e recentemente come skin alternativa di Batman: Arkham Knight, sbloccabile solo tramite WB Play, sistema di interconnessione tramite unico account di più giochi WarnerBross.